# Cathédrale Saint-Paul de Liège
Pour les articles homonymes, voir Cathédrale Saint-Paul.
La cathédrale Saint-Paul de Liège est l'une des sept anciennes collégiales de la ville de Liège, en Belgique. Fondée au Xe siècle en tant que collégiale Saint-Paul, elle est reconstruite du XIIIe au XVe siècle et restaurée au milieu du XIXe siècle. Elle devient cathédrale et siège du diocèse de Liège au XIXe siècle en raison de la destruction de la cathédrale Saint-Lambert en 1795. Une nouvelle restauration est entamée durant les années 2010.

## La légende

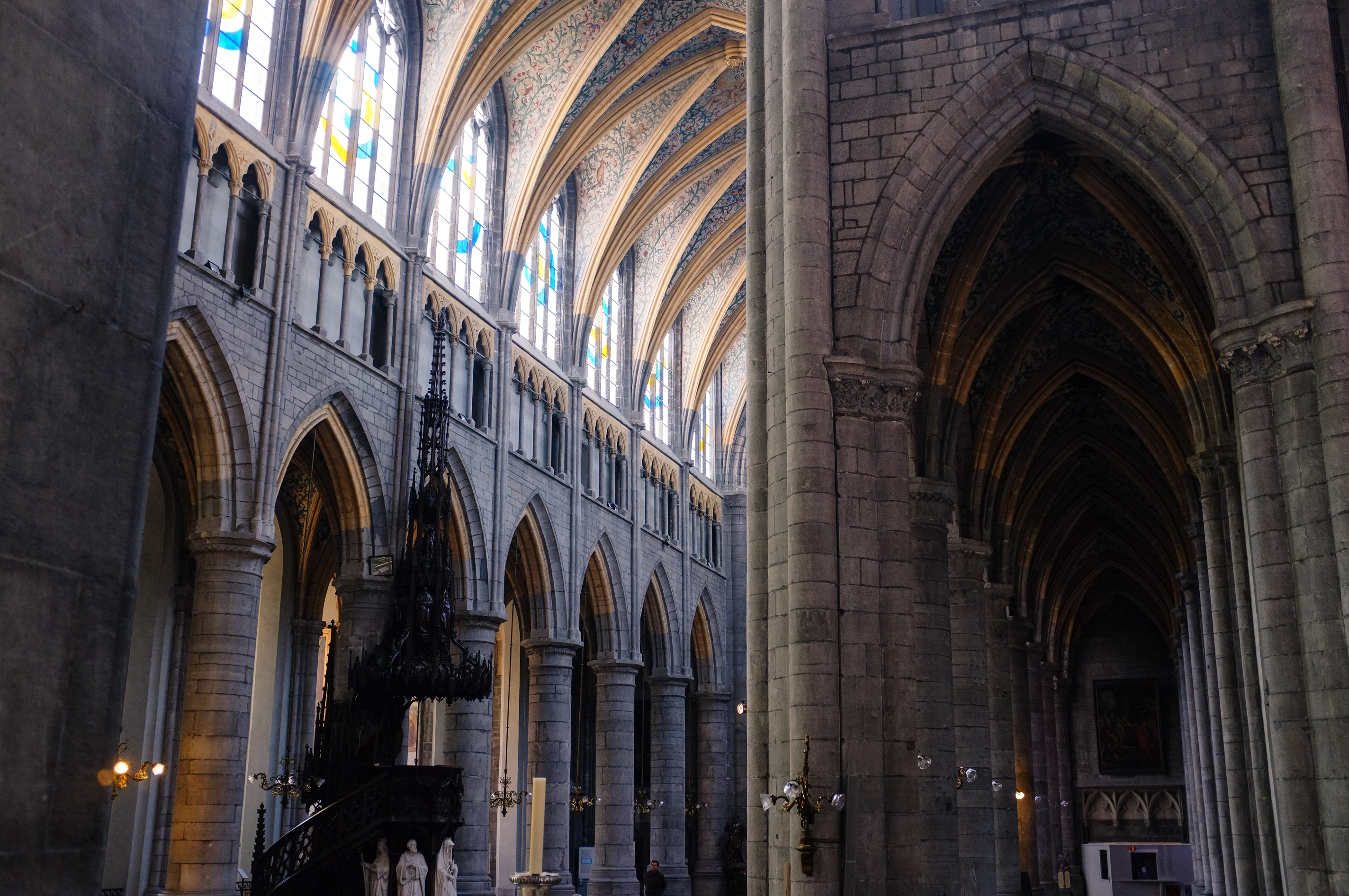
L'intérieur de style gothique mosan. La pierre bleue de Meuse est rehaussée au niveau des arcs par le tuffeau jaune d'or de Maastricht et le calcaire jaune de Lorraine. Les voutains sont peints de rinceaux du XVIe siècle. L'église apparaît ainsi comme une « enluminure de pierre ».

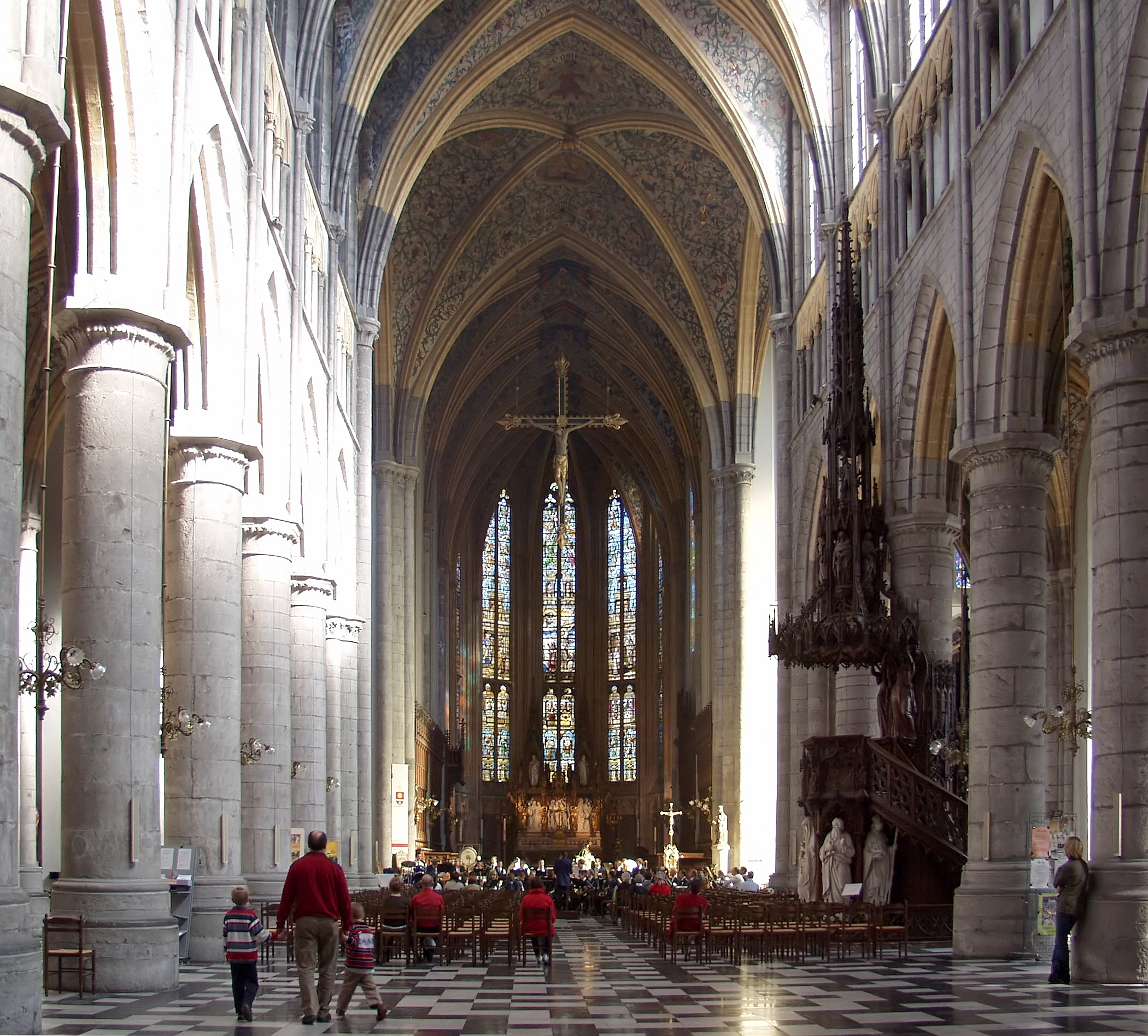
Dans la nef, vue vers le chœur.

L'évêque Éracle venait de jeter les fondements de l'église Saint-Martin, lorsqu'il conçut le projet d'en élever en même temps une autre, dédiée à saint Paul. Seulement il était fort embarrassé de savoir le lieu le plus convenable à ses desseins, lorsque l'apôtre vint heureusement à son aide.
C'était pendant une belle nuit du mois de juillet; il avait fait une chaleur étouffante, et l'évêque, plongé dans un profond sommeil, se reposait des fatigues de la journée, lorsque, tout à coup, il eut une vision — on sait qu'Éracle en eut plus d'une en sa vie —, saint Paul se dressa devant lui, et, le regardant d'un air bienveillant : « Demain, lui dit-il, demain, mon fils, tu reconnaîtras facilement la place où je désire voir bâtir une église en mon honneur... ». Puis il disparut !
En effet, assure la tradition, le lendemain une neige épaisse couvrait la terre ; un espace de terrain d'une certaine étendue, et situé dans l'Isle, délimité par le bras de la Meuse appelé Sauvenière, en était seul exempt. Au milieu de la place désignée par saint Paul s'élevait une chapelle dédiée au pape Calixte Ier et qui datait des premiers temps de la Cité de Liège ; l'évêque traça aussitôt l'enceinte du nouveau sanctuaire, et y enferma la chapelle.

## Historique

### Origines de la cathédrale

#### Chapelle Saint-Germain
En 967, l'évêque Éracle construisit cette église sur l'emplacement de l'église Saint-Germain bâtie en 833 par l'évêque Pirard à l'endroit où se trouvait une chapelle primitivement dédiée à saint Germain et fondée en 785 par Radulphe des Prez.
La basilique n'était élevée que jusqu'aux fenêtres lorsque Éracle mourut.
Éracle, institua un collège de vingt chanoines auxquels Notger, qui acheva le bâtiment commencé par son prédécesseur, en ajouta dix autres.

#### Chapelle Saint-Calixte
Le hameau formé sur l'île s'était rapidement agrandi, à tel point qu'on dut construire une seconde chapelle à peu de distance de la première: elle fut dédiée à Calixte Ier, pape et martyr. Les chroniqueurs attribuent sa fondation à Pirard 36e évêque de Liège et ajoutent qu'il y établit douze Bénédictins, seul ordre existant alors dans le pays de Liège,.

#### Collégiale Saint-Paul et premières dotations
Ce fut à son retour de Cologne, où il avait assisté aux obsèques de Brunon, archevêque de cette ville et vicaire de l'empire, qu'Éracle conçut le projet de construire une église en l'honneur de saint Paul.
Très peu d'informations subsistent quant aux biens dont Éracle dota le collège de vingt chanoines qu'il avait créé. Il paraît cependant que l'évêque donne les dîmes de l'église de Lixhe (canton de Glons): ce qui est certain, c'est que la collation de cette église, qui fut érigée en paroisse vers l'an 1200, appartint au chapitre de Saint-Paul jusqu'à sa suppression par les Français, le 27 novembre 1797.
Notger consacra solennellement cette église le 7 mai 972 : deux autels y furent dédiés à Saint-Germain et à Saint-Calixte, en souvenir du culte rendu auparavant à ces deux saints, dans les chapelles qui leur avaient été vouées. Notger ayant pris la forteresse de Chèvremont, le 21 avril 980, la détruisit de fond en comble et démolit les églises qui s'y trouvaient. L'une d'entre elles, dédiée à saint Capraise, possédait un collège de dix prêtres ; l'évêque les réunit aux vingt chanoines de Saint-Paul et porta ainsi leur nombre à trente. Tous les biens, les rentes et les dîmes de Saint-Capraise furent transférés à la nouvelle collégiale, à laquelle Notger donna la cloche appelée Dardar, provenant également de Chèvremont.
Godefroid, comte de Louvain, donne au chapitre les dîmes de la ville de Weert du temps du doyen Odon.
Le comte Frédelon, cède l'église de Hamal dont l'anniversaire avait lieu le 27 août.
Bervesende, une veuve, donna l'église de Jodoigne ; son anniversaire se célébrait le 30 août.

#### Premiers prévôts et doyens connus

##### Godescalc
La première mention authentique d'un Doyen et d'un Prévôt de Saint-Paul se rencontre dans une pièce de l'an 1083, extraite du cartulaire de cette Collégiale. Il y est question de dommages causés dans l'alleu de Nandrin, propriété du chapitre, par Giselbert, comte de Clermont, et son complice Frédelon. L'évêque Henri de Verdun embrassa la défense des droits de l’Église ; et afin de les sauvegarder à l'avenir, l'avouerie de l'alleu de Nandrin fut confiée à un seigneur appelé Conon. Cette cérémonie eut lieu dans le temple même, le jour de la fête de Saint-Paul.
Une pièce de l'année suivante atteste l'existence d'un cloître à cette époque et que les confrères de Saint-Paul portaient le nom de chanoines.
En 1086, Godescalc institua plusieurs bénéfices (Eleemosynœ ou Prebetidulœ). Ils furent longtemps connus sous le titre de prébendes de Wouteringhen ou Wohange. Cette année encore, il fonda l'autel des saints Jean-Baptiste et Nicolas et de sainte Marie-Madeleine. C'est le plus ancien établissement d'un bénéfice simple qui nous soit parvenu.
En 1101, le doyen Godescalc fut élevé à la dignité d'archidiacre de Liège, et décéda peu de temps après.

##### Waselin
La collégiale voit, en 1106, s'adjoindre à ses propriétés une partie du territoire de Fragnée, acquis et partagé par Obert entre les églises du clergé secondaire. Pour fonder son anniversaire, le 24 mars 1113, Wazelin fit donation à Saint-Paul de sa demeure avec toutes ses dépendances .
Ce dernier loua les dîmes de l'église de Wendeshem moyennant une rente de 5 marcs de bon argent payable à Liège.

#### Nouvelles donations
Godefroid, comte de Louvain, en 1135, céda généreusement au chapitre de la collégiale les dîmes de la ville de Weert et de son territoire inculte ou cultivé.
En 1182, le doyen Henri fait don de l'église paroissiale de Laminne au chapitre qui en conservera la collation jusqu'à sa suppression par la convention nationale le 20 mars 1797. Il lègue ensuite à la collégiale la terre d'Hodimont
Ebalus devient doyen en 1185: la même année, une lettre parle de la cession de l'église de Hermalle-sous-Huy, faite à l'abbaye de Flône. Il donne à la collégiale l'église de Lavoir, consacrée à saint Hubert, dont le chapitre de Saint-Paul garda la collation jusqu'en 1797.
Le pape Célestin III, par un diplôme (s) donné à Rome, le 14 avril 1188, confirme à l'église de Liége toutes ses possessions.
Le doyen Jonas donne à la collégiale l'église de Saint-Georges et celle de Verlaine dédiée à saint Remy dès 1198.

#### Fondation du Val-Benoit et du Val des écoliers
Othon Des Prez, élu doyen va fonder, en 1220, sur la rive gauche de la Meuse, à une demi-lieue de la ville, le couvent du Sart, qui, cinq ans plus tard, perdra ce nom pour prendre celui du Val-Benoît, lorsque le cardinal-légat Conrad, évêque de Porto, en consacra l'église, le jour de la Pentecôte.Il érigea ensuite à Liège le prieuré du Val-Notre-Dame, dans un endroit appelé alors Gravière, (aujourd'hui La Gravioule) et à Saint-Martin-en-Ile, il élève et dote, de ses propres deniers, un autel en l'honneur de saint Thomas de Cantorbéry.

#### Nouvelle collégiale et sa consécration
Entravée probablement par la pénurie de fonds, l'érection du nouveau bâtiment ne progressait qu'avec lenteur. La tour paraît avoir été finie la première ; en 1275 le doyen Guillaume de Fraynoir y fait suspendre deux grosses cloches données par lui : l'une, en l'honneur du saint Patron de l'église, reçut le nom de Paula, l'autre celui de Concordia, nom de la mère de cet apôtre. Coulées au mois de juin 1275, elles annonçaient les offices célébrés par le doyen. La seconde de ces cloches, Concordia, sonnait toujours au XIXe siècle ; elle sonne le ré des orgues et portait une inscription en lettres gothiques.

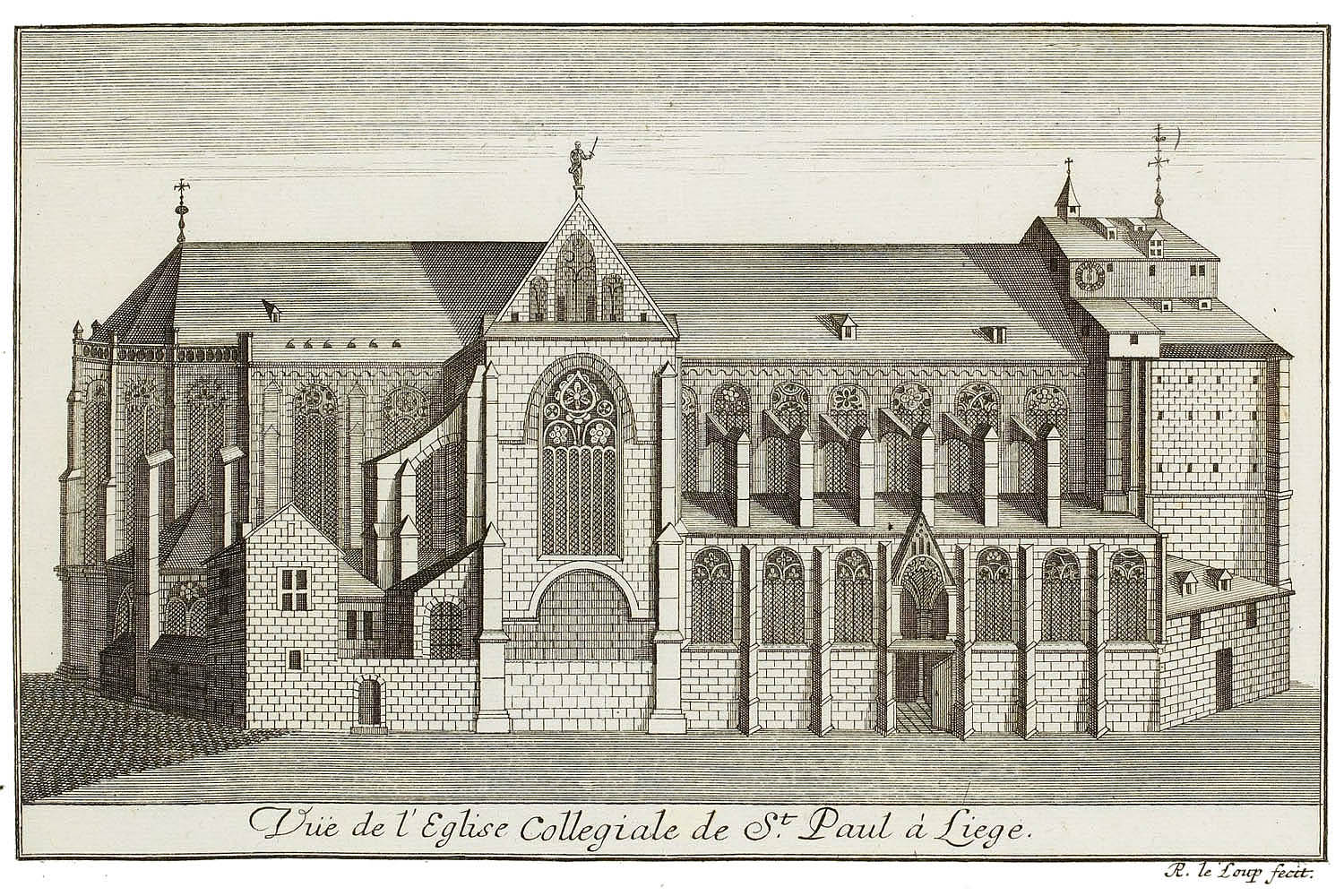
Gravure de la collégiale Saint-Paul dans les années 1730 (par Remacle Le Loup).

Tout nous porte à croire que la reconstruction de la collégiale était fort avancée en 1289 ; en effet, le 11 avril, eurent lieu à la fois la consécration de l'église et la bénédiction des autels ; solennités célébrées par les deux suffragants de Liège, Edmont, évêque de Courlande en Livonie, et le frère Bonaventure, de l'ordre de Citeaux, évêque de Céa.

#### Inondations, incendies et tremblement de terre

##### Inondations
Les charbonnages entourant Liège depuis le haut Moyen Âge, malgré l'interdiction de creuser sous la ville qui ne fut pas toujours respectée, creusant en aval et en amont ont eu pour conséquence de faire de Liège une cuvette et plus tard une digue. Malgré les remparts, les inondations se succédèrent de siècle en siècle.
Le 4 janvier 1374, la Meuse grossit tellement que le quartier de l'île fut envahi par les eaux et la collégiale Saint-Paul entièrement inondée au point qu'on ne pouvait y pénétrer qu'en bateau.
Le 28 janvier 1408, une inondation détériora aussi les livres et les bijoux dans la crypte, une partie des chartes, les livres, les ornements de la collégiale conservés dans la trésorerie, pour éviter de semblables désastres le sol de la nouvelle librairie est exhaussé et l'on y entre depuis par quelques marches.
Une forte inondation eut lieu en 1464. La neige était tombée en abondance durant plusieurs jours avant la fête de saint Capraise, les pluies qui suivirent amenèrent une telle crue que le lendemain de la fête de sainte Élisabeth, les flots gonflés de la Meuse menaçaient d'envahir la collégiale. Les chanoines n'eurent que le temps de faire boucher la porte à l'aide d'une sorte de digue et durent acheter un bateau pour aller aux matines. Ils usèrent du même moyen pour assister aux heures jusqu'au 23 novembre date à partir de laquelle ils purent se rendre à pied sec aux offices.
Le 7 février 1571 par suite d'une inondation l'eau s'éleva à une hauteur de 6,40 mètre. Le souvenir de ce débordement est conservé par le chronogramme suivant gravé sur le pilier droit du fond de la collégiale à côté du jubé. Le trait indiquant la hauteur de l'eau est à 0,84 cm du niveau actuel du pavé.
- aLto Mosa LoCo CresCens hVC appVLIt VsqVe

Le 15 janvier 1643, l'inondation qui emporta le Pont des Arches couvrit le quartier de l'Île et causa d'immenses dégâts. Les eaux de la Meuse s'élevèrent dans l'église Saint-Paul à 1,35 mètre au-dessus du pavé actuel Le souvenir de cet événement est rappelé par le chronogramme suivant gravé sur le pilier qui soutient la tour à droite du jubé.
- aLtIVs eXpanso fLVMIne DVXIt aqVas

Une plaque métallique datée de 1926 se trouve à droite de l'entrée de la cathédrale signalant la hauteur de l'eau lors de la dernière inondation. Depuis l'installation du démergement récupérant l'eau des araines et des égouts en aval et en amont, plus aucune inondation ne s'est produite.

##### Incendies
Pendant la nuit du 6 avril 1456, un incendie éclata dans la chambre où couchait le recteur des écoles. Il fut heureusement sans conséquences.

##### Tremblement de terre
Le 24 décembre 1755 vers 4 heures de l'après dîner, on ressentit à Liège des secousses de tremblement de terre qui se répétèrent un quart d'heure avant minuit puis quelques minutes plus tard. Le tremblement de terre de 1983 a fait bouger les pinacles, certains ont dû être attachés.

#### Nouvelles acquisitions
En 1460, le chapitre acquit certains immeubles de l'abbaye du Val-Saint-Lambert situés dans les villages de Ramet et d'Yvoz moyennant 100 muids d'épeautre à fournir annuellement. En outre il s'engageait à servir une rente à l'église de Saint-Servais de Maastricht en acquittement d'un droit de relief.

#### Fin des travaux

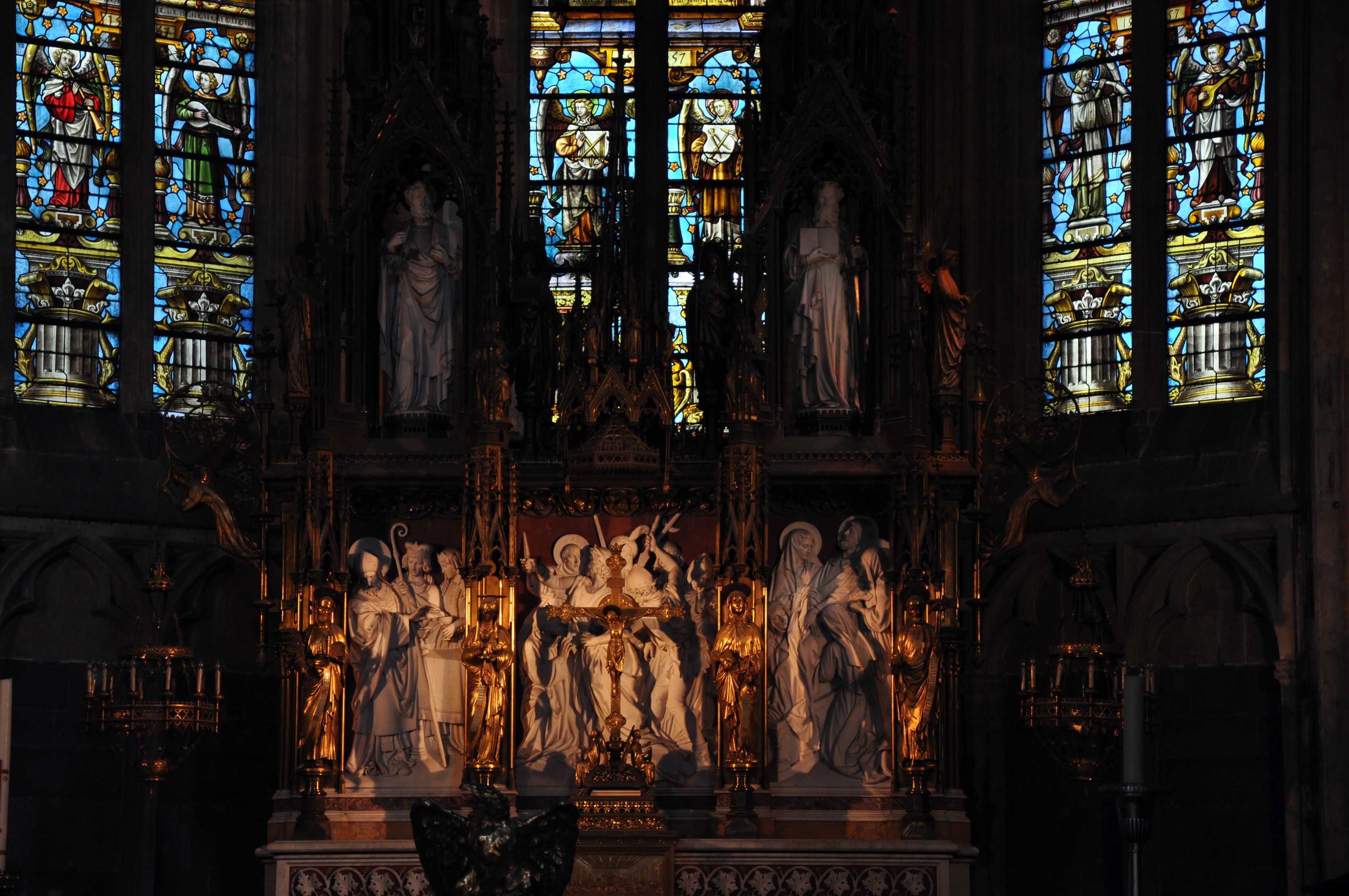
Cathédrale Saint-Paul de Liège, Autel de la chapelle absidiale et son retable.

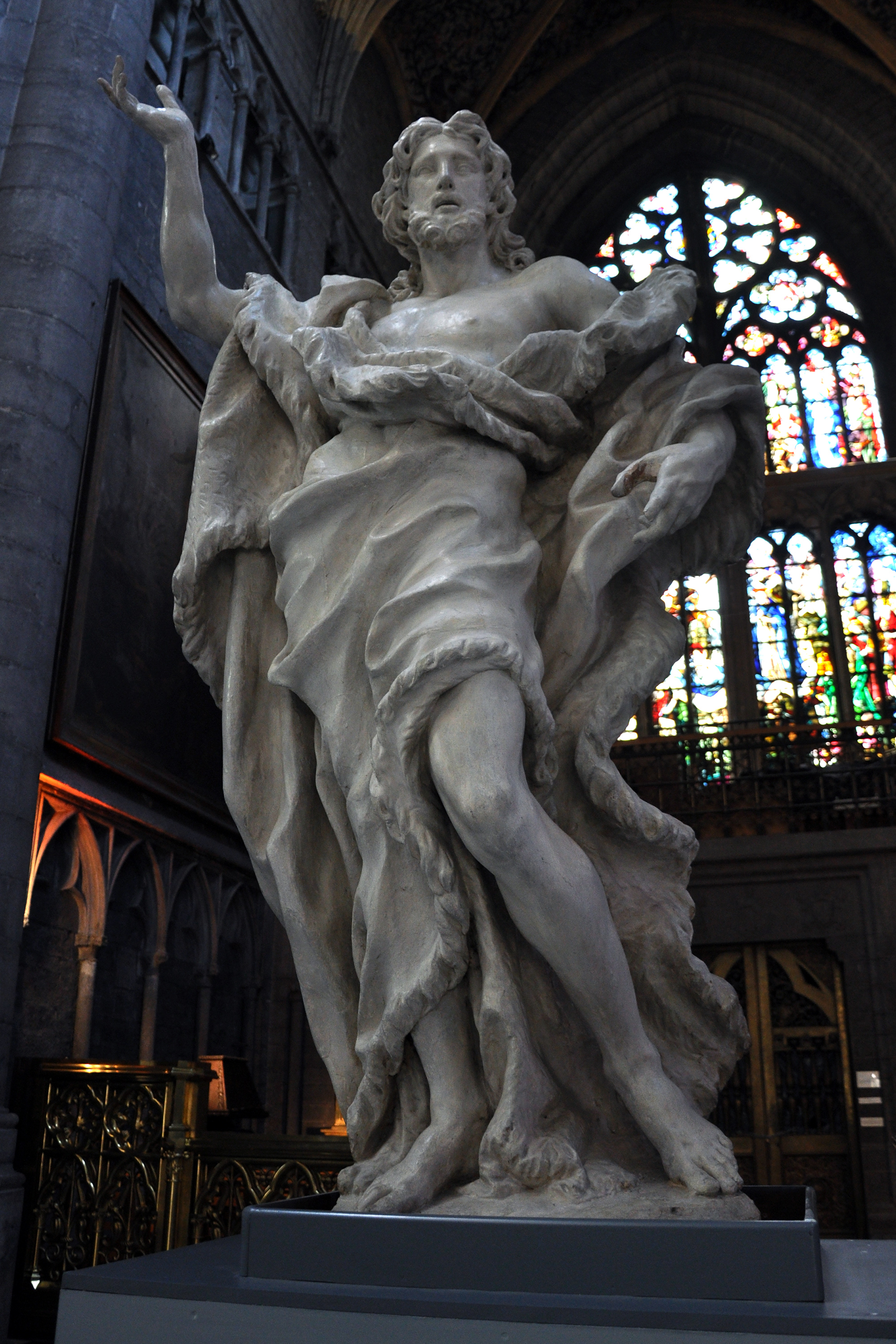
Jean Del Cour : statue en tilleul de Saint-Jean Baptiste, datée de 1682, provenant de l'église Saint-Jean Baptiste en Féronstrée

En 1528 et 1529, on exécuta plusieurs travaux entre autres des peintures qui d'après un manuscrit sont l'ouvrage de Lambert Lombard et de ses élèves.

##### Verrière
En 1530 par la munificence de Léon d'Oultres la collégiale s'enrichit de la grande verrière éclairant au midi le bras gauche du transept. Cette fenêtre échappa aux ravages de la révolution française. Celle qui lui faisait face fut au contraire complètement détruite en 1794,. Le couronnement de la Vierge y apparaît au milieu d’une grande couronne, et au registre inférieur, la Conversion de Saint-Paul et la vénération de Saint-Lambert par le donateur, le chanoine Léon d’Oultres.

##### Fenêtres
En 1557 et 1558, de grands travaux furent encore exécutés sur l'église. Ainsi on trouve la première date sur la fenêtre centrale du côté Sud et sur la voûte en face de la grande nef; elle indique probablement l'époque de la construction ou de la réparation des fenêtres de ce côté. La seconde est sur la fenêtre correspondante du côté Nord.

##### Portail ouest
La construction du portail ouest sous la tour, entre 1556 et 1564, est attribuée au doyen Thomas Stouten : le fronton de ce portail est décoré des armes de Corneille de Berg qui succéda à Erard de La Marck mort le 16 février 1538 et de Robert qui régna de 1557 à 1564.

##### Architecture
En définitive, l'église actuelle commencée en 1289 et reconstruite en 1528 est achevée en 1557.

##### Le Christ de Del Cour
Après la destruction de la dardanelle élevée sur le Pont des Arches en 1790, le Christ qui se trouvait au-dessus de cette tour depuis 1663, œuvre de Jean Del Cour y fut transféré. Il surmonte depuis 1861 la porte d'entrée intérieure.

### Révolution française
Après la bataille de Jemmapes, les Français poursuivirent l'armée impériale et entrèrent à Liège. La collégiale Saint-Paul est choisi pour servir d'écurie et d'abattoir et est donc presque complètement dévastée. Le chapitre de Saint-Paul subit le sort réservé aux autres édifices du culte par les vandales révolutionnaires : après avoir pillé le bâtiment, enlevé tous les métaux, détruit les principales verrières dont le plomb servit à fondre des balles, vendu à l'encan le mobilier, ils y installèrent une boucherie à leur usage ; les cloîtres étaient changés en étables
Le calme rétabli par le triomphe des Impériaux ne fut pas de longue durée. Le 17 juillet 1794, les armées de la convention rentrent à Liège et la principauté fut annexée à la France. Le 10 décembre suivant, le Directoire exécutif décréta un emprunt de 600 millions pour faire face aux frais de la guerre.

### De la collégiale à la cathédrale

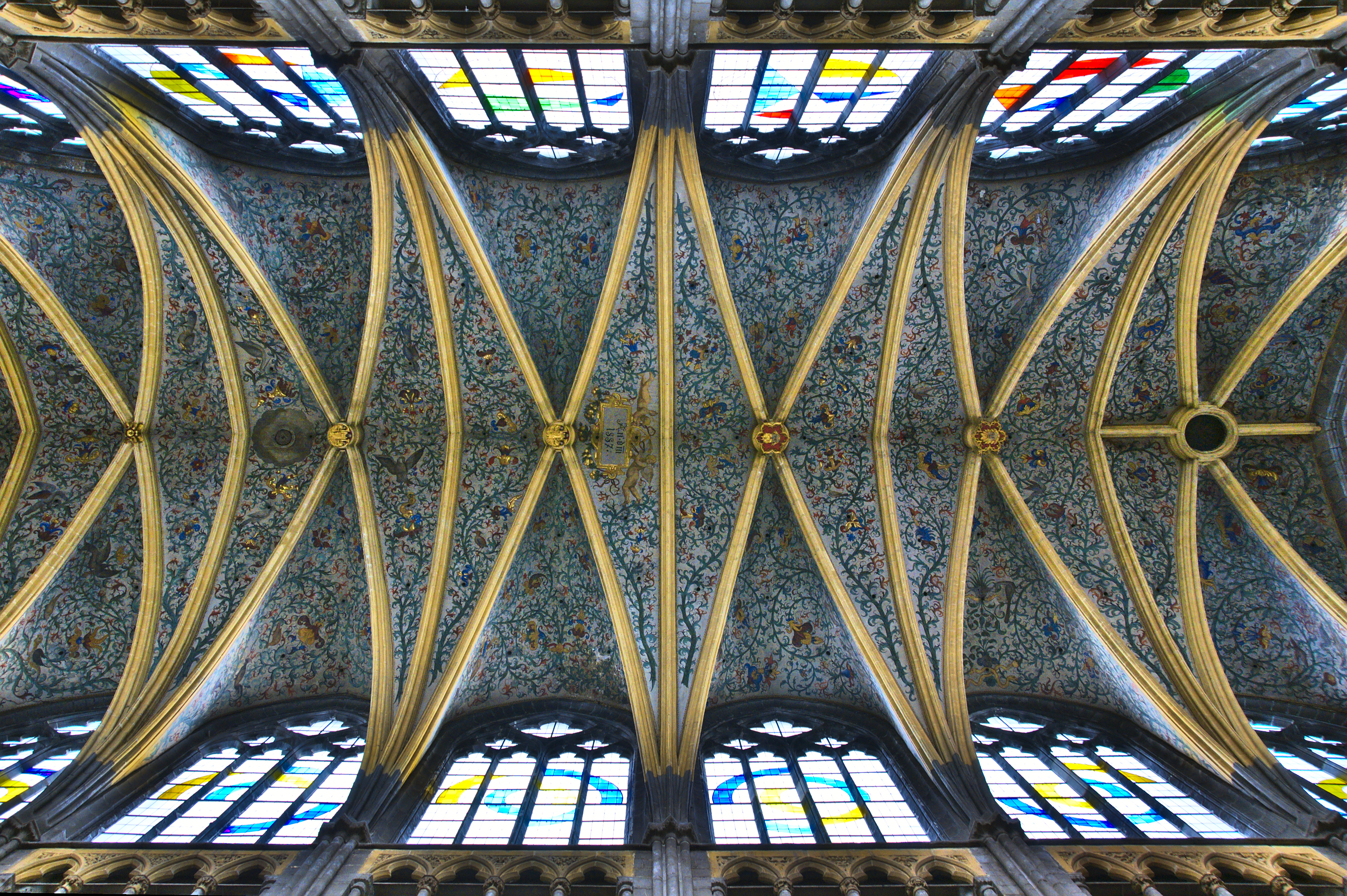
Cathédrale Saint-Paul de Liège, la voûte de la nef, avec ses arcs en pierre jaune et ses voutains enduits et peints de rinceaux

Elle était à l'origine une des sept collégiales liégeoises (Saint-Pierre, Sainte-Croix, Saint-Paul, Saint-Jean, Saint-Denis, Saint-Martin, Saint-Barthélemy).
En 1802 ou 1803, l'ancienne collégiale fut érigée en cathédrale et en 1805, on y transporte les orgues de l'ancienne collégiale Saint-Pierre et la plupart des trésors de Saint-Lambert.

#### Retour des reliques
Le 30 décembre 1803, l'Évêque écrivit au ministre des cultes Portalis pour demander que le gouvernement payât les frais et es indemnités dues pour les caisses rapportées de Hambourg. Ces caisses au nombre de six contenaient les reliques des Saints et les débris du trésor de Saint-Lambert restitués à la nouvelle cathédrale. Un mois après, le 30 janvier 1804, Portalis répondit que le gouvernement avait décidé que le montant des objets livrés à Hambourg pour le service de la marine serait remboursé mais que ce service étant extrêmement surchargé par les circonstances présentes on ne peut prévoir le moment où il lui sera passible de payer les effets qui lui ont été cédés. Le trésor de Saint-Lambert saisi à Hambourg par les commissaires de la République qui accompagnaient les armées fut vendu en grande partie d'après les ordres du 1er Consul par le commissaire Lachevadière. La vente produisit près d'un million et demi qui fut appliqué aux besoins de la marine.

#### Concordat et rétablissement du culte
Après la signature du Concordat en 1801 et le rétablissement du culte, Bonaparte fit délivrer à la Cathédrale une reconnaissance d'un million à payer sur le trésor de l'État mais cette dette ne fut pas acquittée pendant la période impériale.
En 1805, conformément à ses promesses le gouvernement impérial par un décret du 6 mars suivant attribua aux fabriques des églises leurs biens non aliénés ni vendus. Ce décret permit à la nouvelle Cathédrale de rentrer en possession d'une partie des biens et des rentes qu'elle possédait avant la révolution et le 16 septembre la Cathédrale fut mise en possession d'une partie des biens et rentes provenant de Saint-Lambert.

#### Translation de saint Lambert

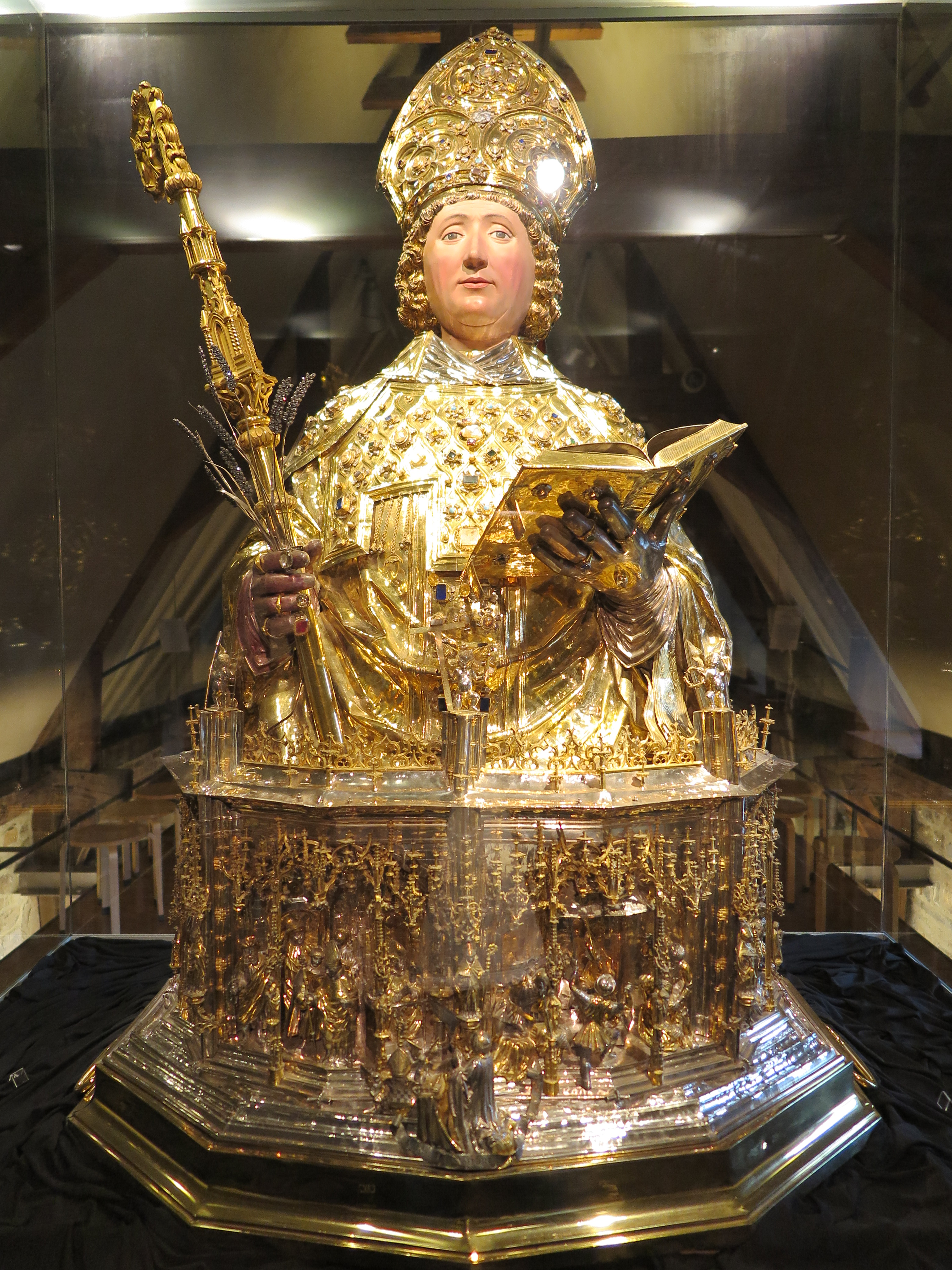
Buste-reliquaire de saint Lambert

En exécution du mandement de l'évêque Zaepffel, la cérémonie de la translation du buste de saint Lambert et des reliques des Saints eut lieu le 1er janvier 1804. Elle avait été annoncée la veille par le son des cloches de toutes les églises. Elles avaient été entreposée à Saint-Nicolas Au-Trez.

#### Érection du clocher

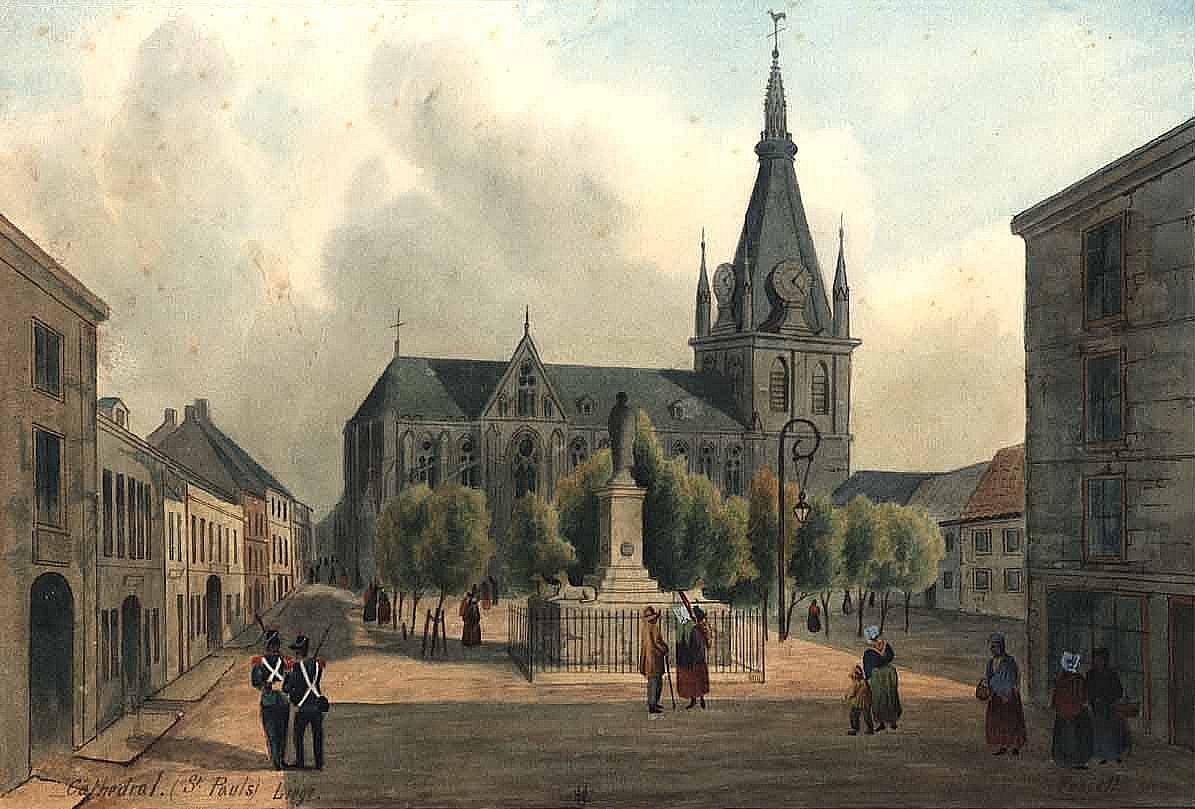
Cathédrale Saint-Paul (milieu du XIXe siècle)
Aquarelle de J. Fussell

La collégiale n'avait anciennement qu'un petit clocher dont on peut voir encore le dessin dans Les Délices du Pays de Liège ; le chapitre souhaitait construire une flèche, cherchant à reproduire la forme de celle de Saint-Lambert. Le chapitre cathédral se rassembla le 28 juin 1810, pour délibérer sur l'érection d'une tour. Le lendemain 29 juin, le chapitre décida de construire la tour d'acquérir à cet effet la flèche de la tour de l'abbaye de Saint-Trond. Mais ce n'est qu'en 1812, à la suite d'une demande de Napoléon Bonaparte, que la tour, avec ses fenêtres ogivales, sera élevée d'un étage et que le clocher sera installé. La face tournée du côté de l'ouest est percée d'une immense fenêtre à meneaux flamboyants. La partie qui s'élève au-dessus de celle-ci et qui contient les cloches est bâtie en pierres de sable provenant des tours carrées de l'ancienne cathédrale de Saint-Lambert. Sur chacun de ses trois côtés libres on a ménagé deux grandes fenêtres garnies d'abat-son. Sa construction fut terminée à la fin du mois d'octobre de l'année 1811, elle remplaça la charpente de la tour primitive qui jusqu'à cette époque ne s'élevait qu'à la hauteur du toit et qui fut démolie au mois de mai de la même année. La flèche en charpente qui termine la tour s'élève à une hauteur de 90 mètres elle a été commencée aussitôt après l'achèvement de la partie précédente et finie vers la fin du mois d'août 1812. La croix qui la domine fut placée le 1er octobre suivant.

#### Le carillon
On y place le carillon de l'ancienne cathédrale Saint-Lambert dont le gouvernement impérial avait fait don à la nouvelle cathédrale en 1804.

### Restaurations de la cathédrale

#### XIXesiècle

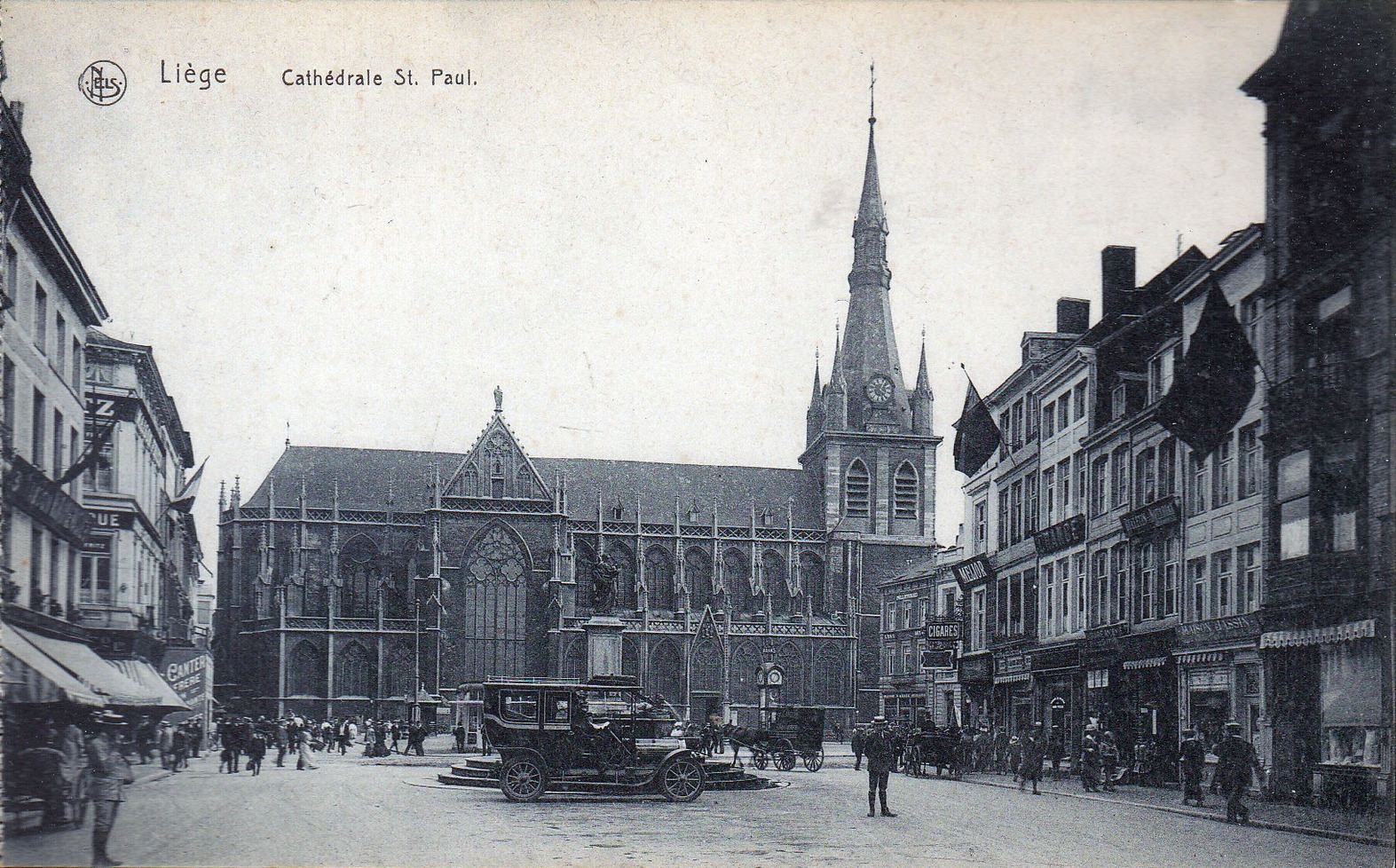
La cathédrale au début du XXe siècle.

Dans les années 1850, la cathédrale subit une profonde rénovation effectuée par l'architecte Jean-Charles Delsaux avec l'ajout d'un décor néo-gothique au style roman d'origine,.

#### XXIesiècle
La restauration de l’aile ouest du cloître, occupée par le trésor de la cathédrale et visible depuis la place Saint-Paul, s'est terminée en décembre 2012 pour un coût d'environ 2,6 millions d’euros.
En préparation depuis 2011, une restauration est entamée fin 2016 pour une durée de 5 ans, et prend fin en 2021 pour un coût estimé à l'origine à 8 millions d'euros,,,. Principale partie concernée, l'extérieur (toiture, façade et charpentes) devrait s'approcher de son aspect originel du XIIIe siècle (tuffeau et gris du calcaire). La restauration a permis de réinstaller le vitrail de Léon d'Oultres, datant de 1530 et démonté vers 1990 pour le préserver. Une restauration des orgues, des peintures des voûtes et des vitraux modernes était également prévue. En 2020, une grue fait tomber la statue de Saint Paul, statue qui est recréée à l'identique par le sculpteur Alexandre Callet,,.

## Description

### Les trois nefs

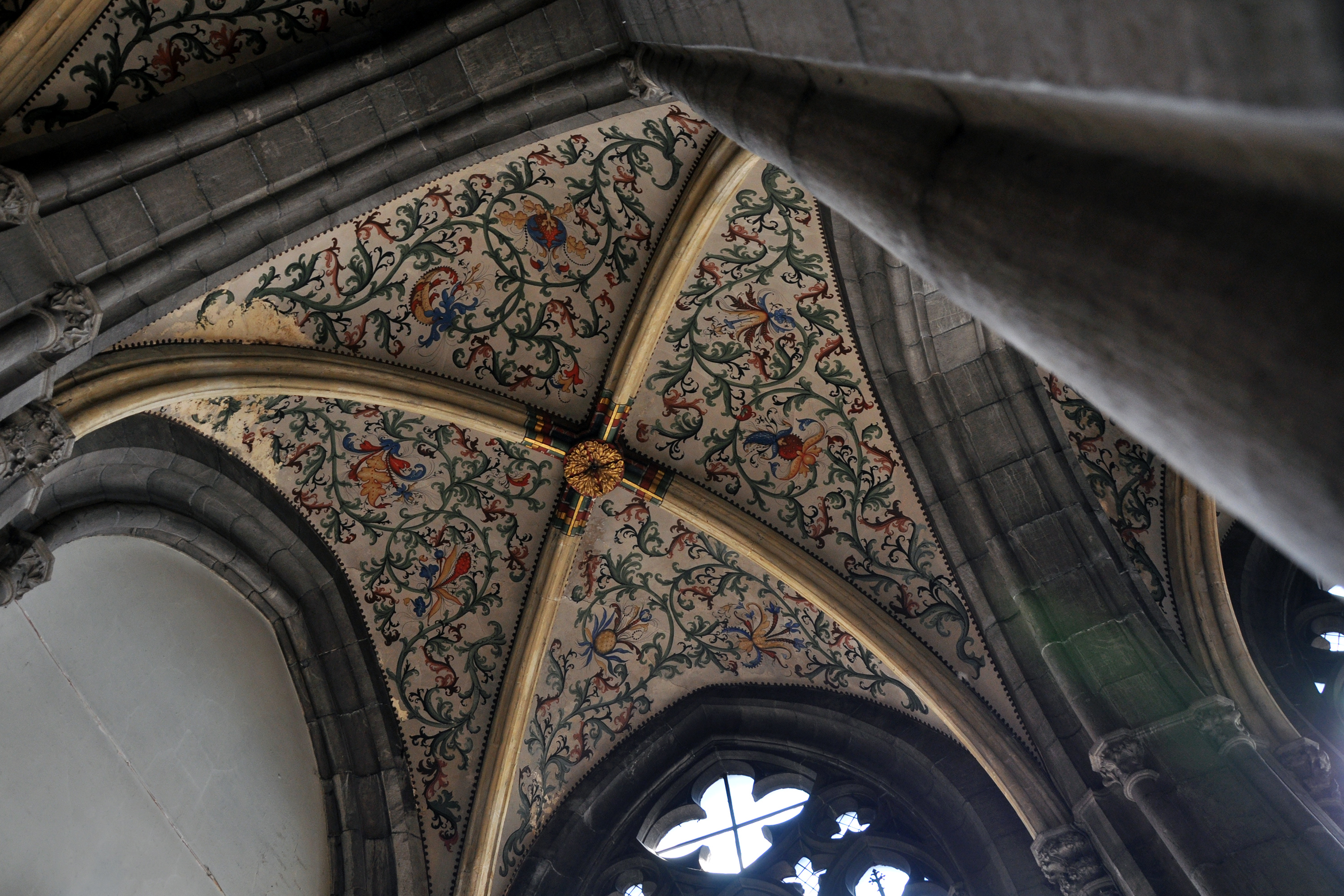
Plafond d'une chapelle, Cathédrale Saint-Paul

La collégiale Saint-Paul a la forme d'une croix latine de 84,50 mètres de longueur sur 33,60 mètres de largeur et 24 mètres de hauteur sous clef Le transept a une longueur de 33 mètres sur 11,60 mètres de largeur. Le vaisseau est partagé en 3 nefs, 2 bas côtés et un chœur sans collatéraux. Son architecte est inconnu.
L'abside construite au XIVe siècle en style rayonnant est de forme pentagonale. Le chœur, le transept, la grande nef et les nefs latérales datent du XIIIe siècle et présentent tous les caractères du gothique primaire. Le gothique secondaire se retrouve dans les fenestrages du transept, les hautes fenêtres du vaisseau, les chapelles latérales et la tour. La galerie supérieure, surchargée de pinacles à crochets, est moderne, comme l'étage à fenêtres ogivales et la flèche du clocher, accostée de quatre clochetons. Le linteau du portail porte une inscription qui figurait jadis sur le sceau de la ville : Sancta Legia Ecclesiae Romanae Filia (Liège sainte, fille de l'Église romaine). Tous les marbres rouges qui se trouvent à Saint-Paul viennent de l'abbaye Notre-Dame de Saint-Rémy de Rochefort, les marbres noirs de Dinant et les blancs d'Italie provenant de Carrare.

### Le cloître

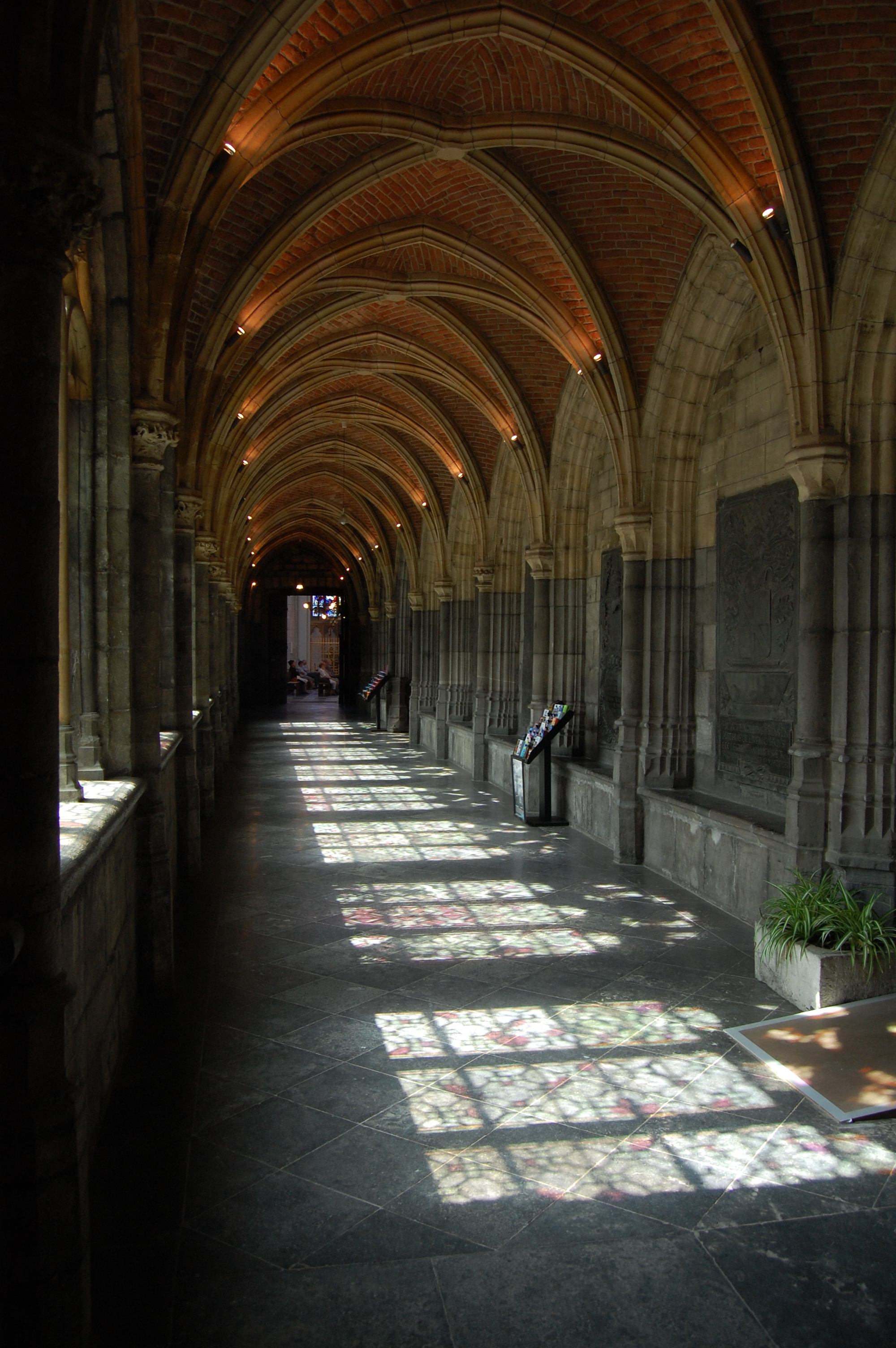
Cloître (aile est) de la cathédrale Saint-Paul de Liège

L'ancien cloître chapitral de la collégiale se compose de trois galeries communiquant librement entre elles et s'ouvrant dans l'église par deux portes, l'une placée au fond du bâtiment l'autre contiguë au bras gauche du transept. Avant la construction des chapelles des bas côtés pour ajouter à la solidité au bâtiment et pour son embellissement le cloître était carré, on peut en voir les vestiges dans les greniers au-dessus de ces chapelles. Ces galeries construites à des époques différentes datent de la fin du XVe siècle et du commencement du XVIe siècle. La première partie du cloître fut posée le 6 juin 1445 par Daniel de Blochem. Elles forment les trois côtés d'un carré long orientés à l'est au midi et à l'ouest la quatrième galerie est remplacée parle bas côté gauche de la collégiale. Elles circonscrivent un préau et diffèrent l'une de l'autre. La galerie ouest est plus ancienne que les autres et son ornementation est aussi plus soignée. Longue de 17,50 sur 4,75 mètres de largeur, elle communique avec la collégiale par une porte surmontée d'un grand Christ en bois fort ancien.

### Entrée du cloître
À côté de la porte qui donne entrée dans l'église à l'extrémité nord de cette galerie une seconde porte s'ouvre sur un beau portail situé au pied de la tour donnant sur la place Saint-Paul. Ce porche charmant est remarquable par ses profondes voussures chargées d'ornements et sa curieuse décoration en partie ogivale est de la Renaissance. Ce portail fermé par une grille de fer et orné d'un médaillon central en pierre encadrant un haut relief représentant la Conversion de Paul placé entre deux bas reliefs et les arabesques des panneaux inférieurs encadrent deux petits bas reliefs, l'un à droite figurant la Nativité, l'autre à gauche figurant la Résurrection du Sauveur. Une série de douze bas-reliefs représentent huit têtes encadrées et des ornements fantastiques. Sept niches sont restées veuves de leurs statues. Le pignon qui le surmonte porte les armes de Corneille de Berghes, prince-évêque de Liège de 1538 à 1544.

### Salle du chapitre
On entre par les cloîtres du côté de l'est dans la chapelle de la salle du chapitre. La porte extérieure provient de l'église de l'ancien couvent des Récollets situé dans le quartier d'Outremeuse, elle fermait l'entrée du chœur où elle était placée entre deux autels. Cette porte en bois de chêne richement sculpté est à deux vantaux la côte représente le perron liégeois sur les panneaux supérieurs sculptés à jour et élégamment ouvragés figurent les deux lettrés LG.

## Aspects artistiques

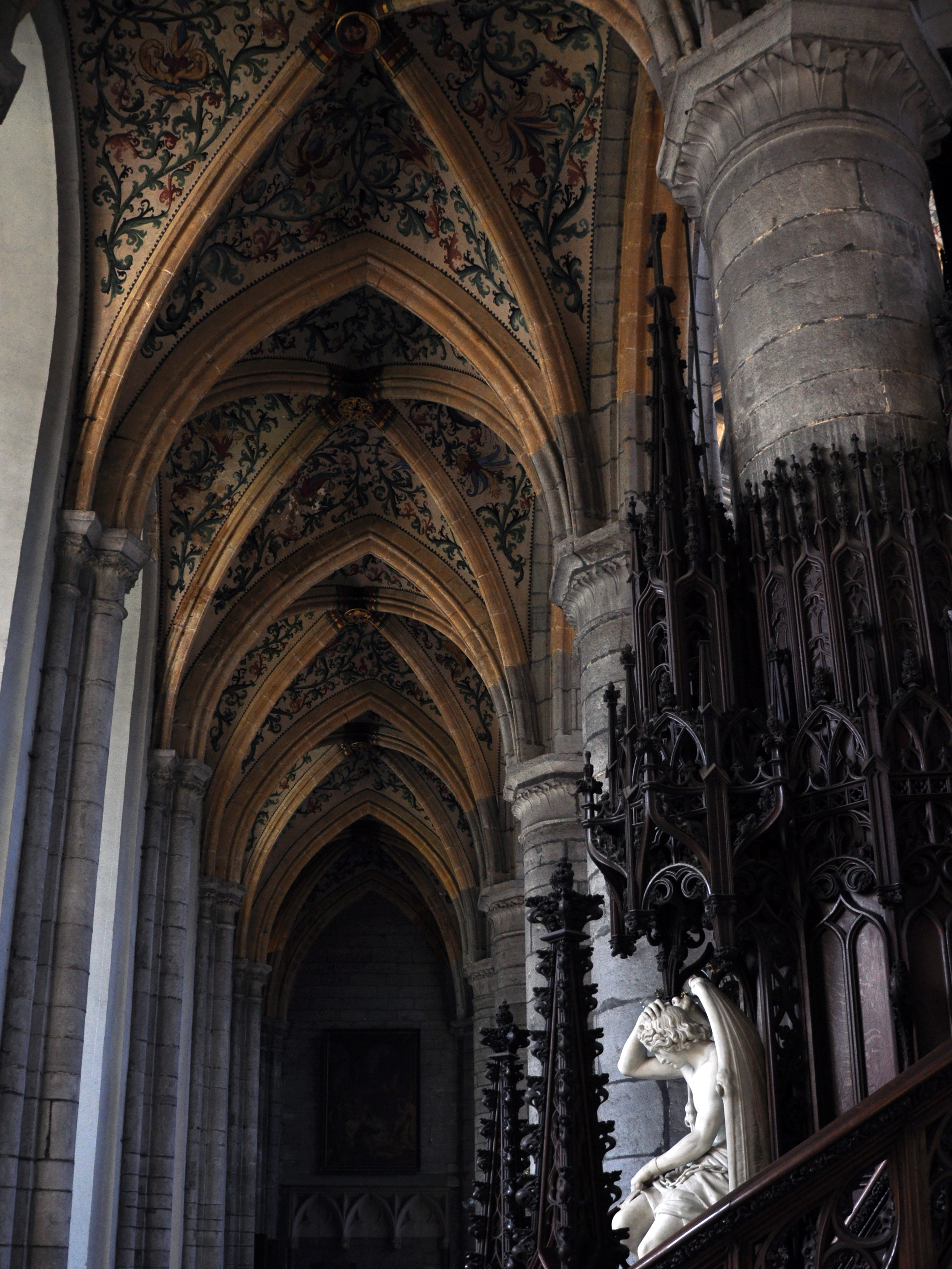
Cathédrale Saint-Paul de Liège: Bas-côté Sud, vu du chœur vers la façade, avec le revers de la chaire au premier plan

Les noms des artistes qui ont travaillé à l'église Saint-Paul ou dont une œuvre se trouve dans l'église figurent ci-dessous :

### Peintres
- Gerard Seghers (1591-1651)
- Érasme II Quellin (1607-1678)
  - Les quatre Évangélistes
- Jean-Guillaume Carlier (1638-1675)
  - Le Baptême de Jésus-Christ
- Gérard de Lairesse (1641-1711)
  - 1 tableau
- Jean-Joseph Ansiaux (1764-1840)
  - trois tableaux dont l'un a obtenu une médaille d'or
    - L'Assomption de la Vierge
    - La Résurrection du Christ
- Adolphe Tassin (1852-1923)
- Jean-Hubert Tahan
  - Le Massacre de Saint-Lambert
- Bertholet Flémal
  - Trois tableaux
- Jules Helbig (1821-1906)
- Auguste Chauvin (1810-1884)
  - Le Banquet de Jupille ou Saint Lambert au banquet de Pépin de Herstal (1861)
- Otto Vénius
  - Descente de croix
- Gérard Douffet
  - 1 tableau[37]

### Sculptures
- Jean Del Cour (1631-1707)

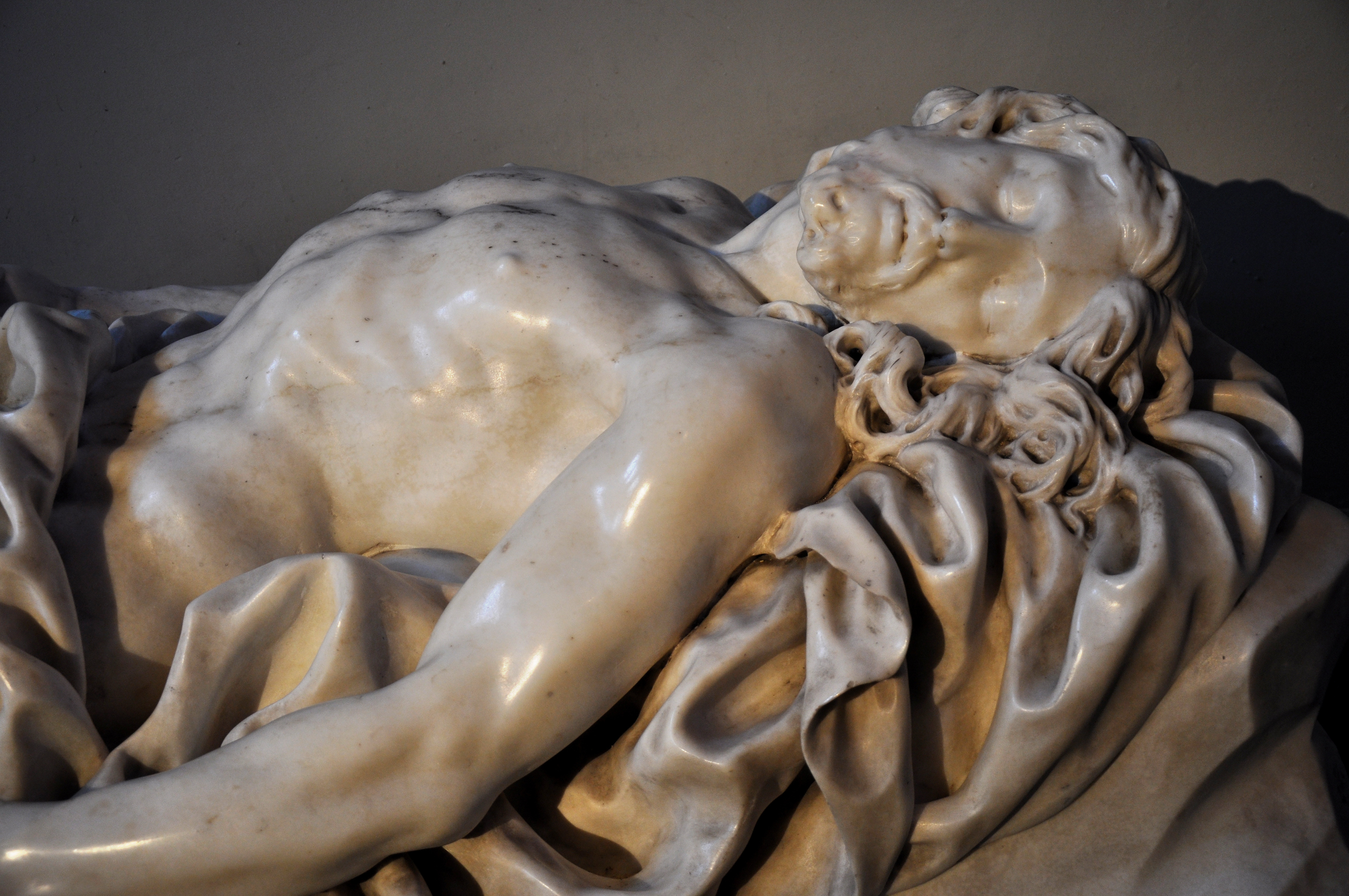
Christ gisant (1696) de Jean Del Cour, Cathédrale Saint-Paul de Liège : Gisant du monument funéraire de Walthère de Liverlo et de Marie d'Ogier, provenant de l'ancienne église des Sépulcrines, dite des Bons-Enfants, à Liège

  - Le Christ remettant les clés à Saint Pierre, 1680 (bas-relief provenant de l'ancien jubé de la collégiale Saint-Pierre)
  - Adieux de saint Pierre et de saint Paul, 1680 (bas-relief provenant de l'ancien jubé de la collégiale Saint-Pierre)
  - Statue de Jean-Baptiste, 1682
  - Christ gisant, marbre blanc, 1696
  - Christ en bronze au-dessus du portail principal, vers le Nord. Ce christ était autrefois sur la Dardanelle du Pont-des-Arches, ce fort élevé par l'Empereur Maximilien, afin de contenir les habitants du quartier d'Outremeuse[38]

- Guillaume Geefs (1805-1883)

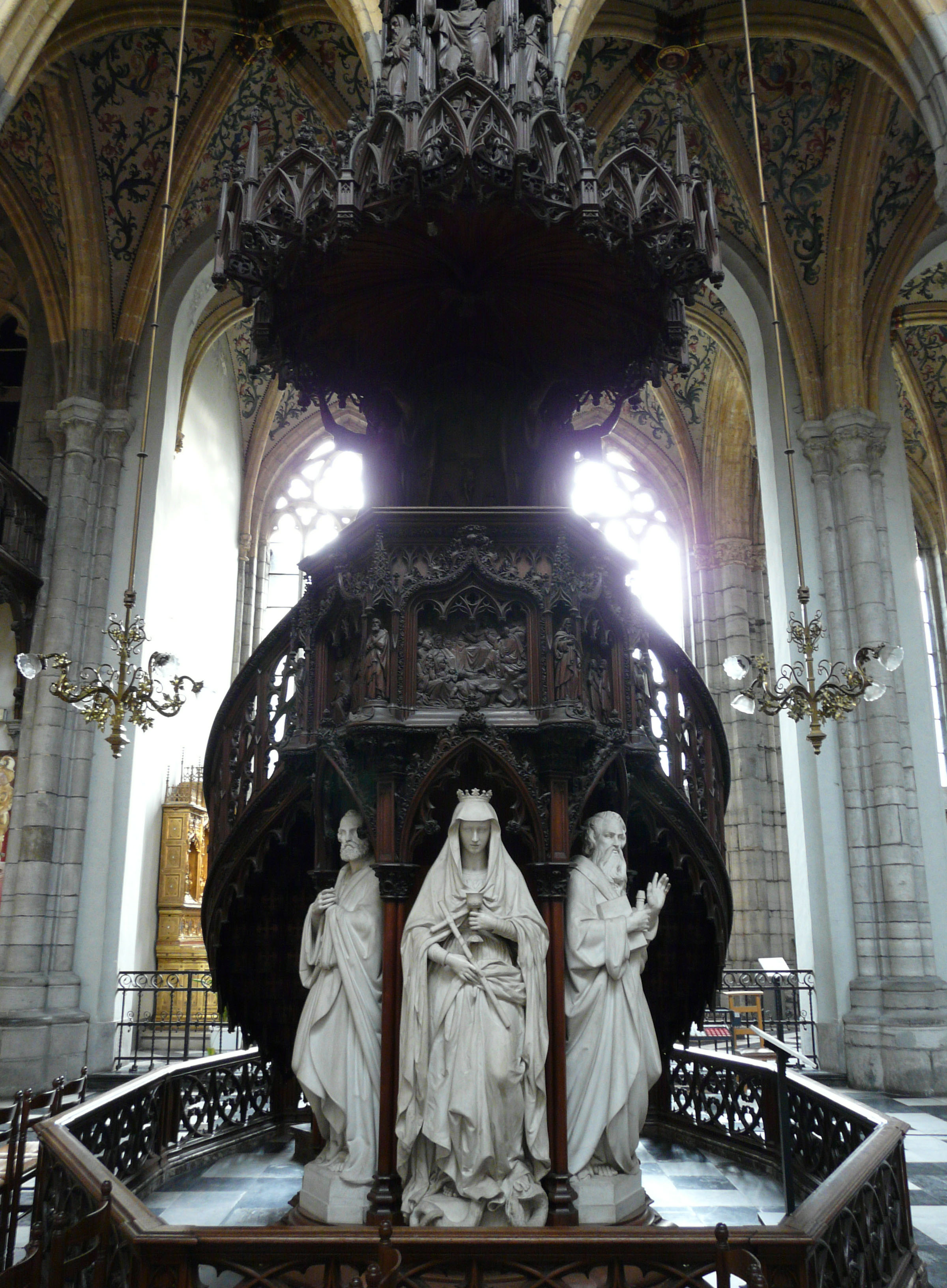
La chaire de la cathédrale, vue de la nef

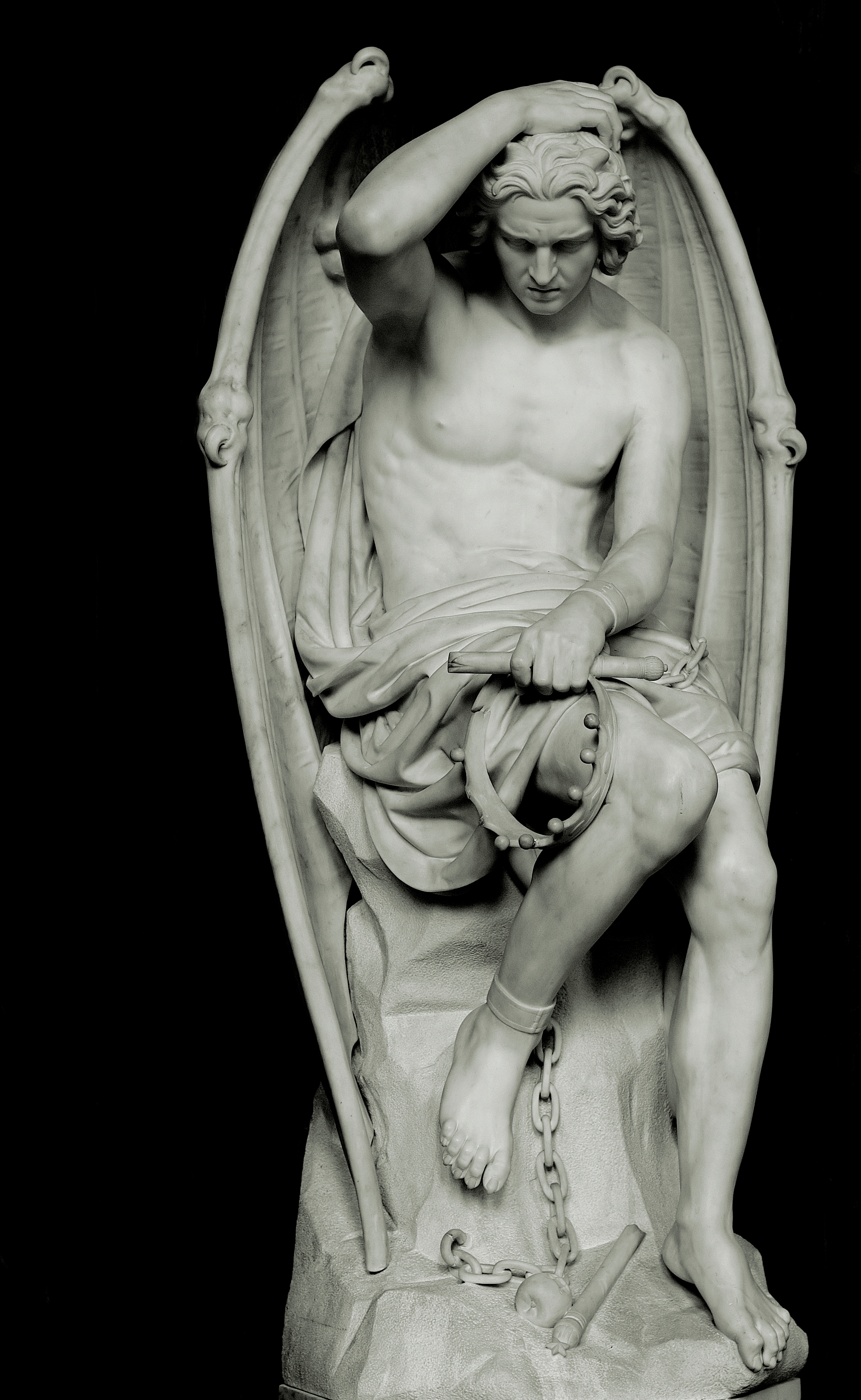
Le Génie du Mal, statue en marbre blanc de Guillaume Geefs, au dos de la chaire.

  - Le Génie du Mal est un élément constitutif de la chaire de la cathédrale. Cette sculpture représente un homme d'une beauté classique dans sa perfection physique, enchaîné, assis, et presque nu, un drap couvre ses cuisses. En fait, la statue de Geefs remplace une sculpture créée précédemment par son frère cadet Joseph Geefs, retirée de la cathédrale en raison de son attrait distrayant et de sa beauté malsaine. La statue de Joseph Geefs fait partie des collections du Musées royaux des beaux-arts de Belgique[39].
- François-Joseph Dewandre (1758-1835)
  - Mausolée du prince-évêque Velbrück situé dans le cloître.

### Autres
- Jean-Joseph Dehin (wa) (1809-1871), orfèvre
- Jean-Charles Delsaux (1821-1893), architecte
- Auguste Van Assche (1826-1907), architecte
- Max Ingrand (1908-1969), maître-verrier

### Œuvres transférées à la Révolution
La collégiale remplace la cathédrale Saint-Lambert démolie à la Révolution et devient la nouvelle cathédrale de Liège, elle va alors offrir abri et sécurité à toute une série d'œuvres d'art originaires d'églises de Liège disparues ou désaffectées dans la tourmente révolutionnaire.
- de l'église Saint-Jean-Baptiste :
  - la Sedes sapientiae du XIIIe siècle exposée à l'avant du chœur de la cathédrale
  - les statuettes en argent de l'orfèvre Henri de Flémal (1656, 1663, 1678) ;
- de l'église des Jésuites wallons :
  - La Descente de croix de Gérard Seghers (1589-1651)
- de l'église des Carmes déchaussés en Hors-Château :
  - Le Baptême du Christ par Jean-Guillaume Carlier (Liège, 1638-1675) ;
- de l'église des Sépulcrines dites des Bons-Enfants :
  - Le Christ gisant (1696) de Jean Del Cour
- de l'ancienne collégiale Saint-Pierre
  - Les deux bas-reliefs de Jean Del Cour de la vie de saint Pierre;
- de l'église Notre-Dame aux Fonts:
  - Saint Charles Borromée soignant les pestiférés attribué à Bertholet Flémal (Liège, 1614- 1675).
- du maître-autel de l'ancienne cathédrale Saint-Lambert:
  - L'Assomption de Gérard de Lairesse (1687) aujourd'hui transplantée dans la chapelle du Saint-Sacrement de Saint-Paul.

### Trésor de la cathédrale
La cathédrale possède de nombreuses œuvres présentées dans dix salles d'exposition thématique avec un parcours à travers l'art et l'histoire de l'ancienne principauté de Liège.